# 斯氏按蚊
斯氏按蚊（學名：Anopheles stephensi）是瘧蚊屬的一種蚊子，是印度瘧疾的主要傳播者，也見於中國和印度之外的一些東南亞、南亞國家，2014年已入侵至吉布提。
其下有兩個亞種，即主要發現于城市中的模式亞種A. stephensi stephensi和主要生活在鄉村且不怎麼叮咬人類的A. stephensi mysorensis。印度有12%的瘧疾都是斯氏按蚊引發的。